# 丸山礼
丸山 礼（まるやま れい、1997年4月1日 - ）は、日本のものまねタレント、お笑いタレントであり女優、YouTuber。ワタナベエンターテインメント所属。北海道北見市出身。

## 来歴
小学6年生時に両親が離婚し、5歳上の兄と共に母子家庭で育つ。小学校時代より9年間競泳をしており、泳力検定1級である。他にチアダンスも1年間やっていた。中学・高校生時代は生徒会長として生徒会活動に取り組んだ。高校生時代に人間観察に目覚め物真似が得意となり、学校を盛り上げようとして「生徒に媚びようと必死な非常勤講師」など教師の物真似を生徒相手に披露していた。
成績優秀であり高校3年時には特進クラスに在籍。進路に悩む中、自分の物真似を見て欲しいと思いオーディションを探している中で、ワタナベエンターテインメントのオーディション『オモ女グランプリ』に応募し最優秀賞を受賞した。教育大学に進学し養護教諭を目指す進路と悩んだが「若いうちは人生やり直しが利く」との思いで周囲の反対を押し切り大学進学をやめ、お笑い芸人になることを決意。また、一人で家計を支え、兄の大学進学のための費用も全て負担していた母に、これ以上負担をかけさせまいとしたのも大学進学を諦めた理由だった。
北見藤女子高等学校を卒業。卒業までの半年はYouTube配信ローカル番組『オホバン』に抜擢され「お笑い芸人志望の女子高生パーソナリティ」としてレギュラー出演。
ワタナベコメディスクール22期生で首席となり、同スクール在学中の2016年2月4日に行われた、ワタナベエンターテインメント主催『ワタナベお笑いNo.1決定戦』決勝大会に「ジャイアントキリング」枠で出場。同年4月にワタナベエンターテインメント正所属したのと同時に情報番組『PON!』（日本テレビ）の月曜日突撃芸人のレギュラーになる。
2020年、美術部長キャラの「井上千晶」を演じた際に用いた言葉「はにゃ?」が流行語となった。

## 人物
身長158cm。Gカップ。血液型AB型。モデルのPecoと親交がある。

## 芸風
ネタは物真似を得意としている。また女性のあるあるネタを用いた1人コントも得意。秋山竜次（ロバート）の物真似や顔真似でも知られているが、「似ている」と言われ始めたのは高校生の時にクラスメイトから指摘されてからのことで、それまで前髪がある髪型だったが、秋山の物真似をやろうと決めてからは前髪を横に流す髪型にした。テレビ地上波初出演となったバラエティ番組『内村てらす』（日本テレビ）2016年3月11日放送でロバート秋山竜次と共演し、秋山の公認をもらっている。
芸の披露など活動の中心をYouTubeなどSNSに移している。お笑いライブが合わず、『R-1グランプリ』でも結果が出ず「（R-1は）もうやりたくない」と話した。その後は『R-1グランプリ』、『THE W』などの賞レースには出場していない。「『芸人＝賞レース』というものが自分のネタや芸風に合わなかったようで、そこから（SNSの世界に）飛び出したらうまくいった」と話している。

### 物真似レパートリー
- 秋山竜次（ロバート）
- 篠原涼子[20]
- 鈴木奈々[7]
- 土屋太鳳[7]
- ブルゾンちえみ[22]
- アンミカ
- 横澤夏子
- 椿鬼奴
- ゆりやんレトリィバァ
- よしこ（ガンバレルーヤ）
- 木村佳乃
- 安藤サクラ
- 仲間由紀恵
- りゅうちぇる[1]
- 木村多江[1]
- 土性沙羅[7]
- 高畑充希
- 山口紗弥加
- 戸田恵梨香
- 永野[7]
- 滝川クリステル[7]
- 近藤春菜（ハリセンボン）[7]
- 芹那[7]
- アンパンマン[7]
- ドキンちゃん[7]
- いかにも映画会社にいそうな広報[8][23]
- 部活動の紹介をする美術部部長[8]
- 大松絵美
- 岡田晴恵

歌マネ
- MISIA[7]
- 吉田美和（DREAMS COME TRUE）[7]
- 西内まりや[7]
- 加藤ミリヤ[7]
- Dream Ami[7]
- シェネル[7]
- LUHICA（TSUBAKIのCM）

など。

## 出演

### テレビ
- ALLザップ（BSスカパー!）- 2015年12月18日初出演
- 内村てらす（日本テレビ）
- PON!（日本テレビ）- 2016年4月から、突撃芸人として月曜日レギュラー →2016年10月から木曜日レギュラー
- ものまねグランプリ（日本テレビ）- 2016年4月5日「ものまねショートSHOW」で初出演[24]、以後定期的に出演
- 前略、西東さん（中京テレビ）- 2016年6月25日
- 超ハマる!爆笑キャラパレード（フジテレビ）- 2016年7月16日初出演
- 前略、大徳さん（中京テレビ）- 2016年10月2日
- ウソのような本当の瞬間!30秒後に絶対見られるTV（テレビ東京）- 2016年11月29日、2017年1月24日
- モシモノふたり（フジテレビ）- 2017年3月15日
- 有田ジェネレーション（TBSテレビ） - 2017年5月17日深夜
- ウチのガヤがすみません!（日本テレビ）- 2017年5月9日（初出演）、2017年5月16日、2017年5月23日、2017年8月8日、2018年6月6日、2018年8月14日
- 明石家地下王国（TBSテレビ）- 2017年7月12日
- にちようチャップリン（テレビ東京）- 2017年9月24日
- とんねるずのみなさんのおかげでした（フジテレビ） - 2018年1月11日『博士と助手〜細かすぎて伝わらないモノマネ選手権〜 本当に細かすぎたネタ22連発SP』
- バズリズム02（日本テレビ） - 2018年3月17日
- ZIP!（日本テレビ） - 2018年5月24日「SHOWBIZ24」コーナー出演[25]
- なかい君の学スイッチ（TBSテレビ） - 2018年7月16日
- 王様のブランチ（TBSテレビ） - 2018年7月28日
- 爆笑!スライダー（TBSテレビ） - 2018年10月16日
- 東北魂TV（BSフジ） - 2018年12月9日
- 女が女に怒る夜（日本テレビ） - 2019年12月2日
- ふかわりょうのフニオチナイト（2020年1月 - 9月、J:COMテレビ）※アシスタント[26]
- 今夜くらべてみました（日本テレビ） - 2020年1月8日、2020年2月19日
- しゃべくり007（日本テレビ）- 2020年5月4日
- いっとこ! みんテレ（北海道文化放送）- 2020年4月からレギュラー出演
- 人生が変わる1分間の深イイ話（日本テレビ）- 2020年9月21日
- 秘密のケンミンSHOW極（日本テレビ）- 2020年11月19日
- 新しいカギ（フジテレビ） - レギュラー出演[27]
- スッキリ（日本テレビ） - 2021年11月「SHOW CASE」マンスリーMC
- 踊る!さんま御殿!!（2021年12月28日・2022年7月5日・2023年2月28日、日本テレビ）
- ポップUP!（フジテレビ） - 2022年4月から水曜レギュラー
- ゴリエと申します。（フジテレビ） - 2022年4月16日からレギュラー出演[28]
- 世代別 韓流ブーム総まくり!クイズ★韓ガールズ（2022年9月24日、関西テレビ）- MC
- 丸山礼の○○サークル（TVQ九州放送）- 2024年1月16日 - 、冠番組
- 北海道ゴハット（2024年3月12日・11月5日、北海道文化放送） - MC[29]

### テレビドラマ
- 警視庁・捜査一課長 season5 第11話（2020年7月23日、テレビ朝日） - 鳥越彩美 役
- 警視庁強行犯係・樋口顕 第5話（2021年2月12日、テレビ東京） - 追川茜 役
- #家族募集します（2021年7月9日 - 9月24日、TBSテレビ） - 伊野三鈴 役
- コンビニ★ヒーローズ〜あなたのSOSいただきました!!〜 第2話（2022年10月19日 - 12月21日、関西テレビ 他） - 美咲 役[30]
- ワタシってサバサバしてるから（2023年1月9日 - 2月9日、NHK総合） - 主演・網浜奈美 役[31]
  - ワタシってサバサバしてるから シーズン2（2025年2月5日、NHK BSプレミアム4K / 2025年5月5日 - 6月5日、NHK総合）[32]
- すっぴんヒーロー（2024年2月24日、TBS） - 主演・広岡ひろこ 役[33]
- くるり〜誰が私と恋をした?〜（2024年4月9日 - 6月18日、TBS） - 平野香絵 役[34][35]
- 大河ドラマ べらぼう〜蔦重栄華乃夢噺〜 第25回（2025年6月29日、NHK） - とく 役[36]
- 大追跡〜警視庁SSBC強行犯係〜（2025年7月9日 - 、テレビ朝日） - 仁科瑠美 役[37]

### 映画
- 夏目アラタの結婚（2024年9月6日、ワーナー・ブラザース映画） - 桃山香 役[38]
- 女神降臨（ソニー・ピクチャーズ エンタテインメント） - 谷川麗美 役[39]
  - 女神降臨 Before 高校デビュー編（2025年3月20日）
  - 女神降臨 After プロポーズ編（2025年5月1日）

### ウェブ番組
- リコレイのB→A～垢抜けたら自分を好きになった～（2021年7月31日 - 9月18日、Paravi） - MC[40]

### ウェブドラマ
- ぼさにまる（2023年9月22日 - 10月13日、FOD） - エリカ 役[41]
- 笑ゥせぇるすまん #3「ソックリさん」（2025年7月18日、Amazon Prime Video）[42]

### 声優
- ドラマ ぼさにまる（2023年9月22日 - 、FOD）- エリカ 役 [43]

### ラジオ
- はなまるDAYS（2018年10月 - 、Radio NEO） - レギュラーパーソナリティ
- 丸山礼のオールナイトニッポン0(ZERO)（2020年11月22日、ニッポン放送）

### 広告
- サントリー クラフトボス ストレートティー「宇宙人ジョーンズ・会議室」篇（2021年7月13日 - ）[44]
- Google Japan（2022年7月25日 - ）
- かんぽ生命保険「ご近所散歩中・学資保険紹介」篇（2023年4月29日 - ）[45]